# Алоним (заповедник)
Алоним  (Яар-Алоним) (ивр. יער אלונים‎ или ивр. שמורת אלונים‎) — большой природный заповедник на западе Нижней Галилеи в Израиле. Название переводится с иврита как «Дубы».
Заповедник объединяет большую холмистую территорию между кибуцем Алоним, деревней Каабия-Табаш и поселением Рехасим.
Территория была объявлена заповедником 30 марта 2009 года.
До 1980-х годов лес таворских дубов (являющийся отличительной особенностью востока Нижней Галилеи) был сплошной лесополосой, пока по программе форсированного развития здесь не были основаны новые иудейские и бедуинские поселения, среди которых Нофит, Каабия-Табаш, Алон-ха-Галиль и другие
Территория заповедника на 2016 год равна 4606 дунамам (4,61 км²). Вместе с заповедником Алоней-Аба, примыкающим с северо-востока, образует единую площадь равную 5550 дунамам (5,55 квадратного километров).

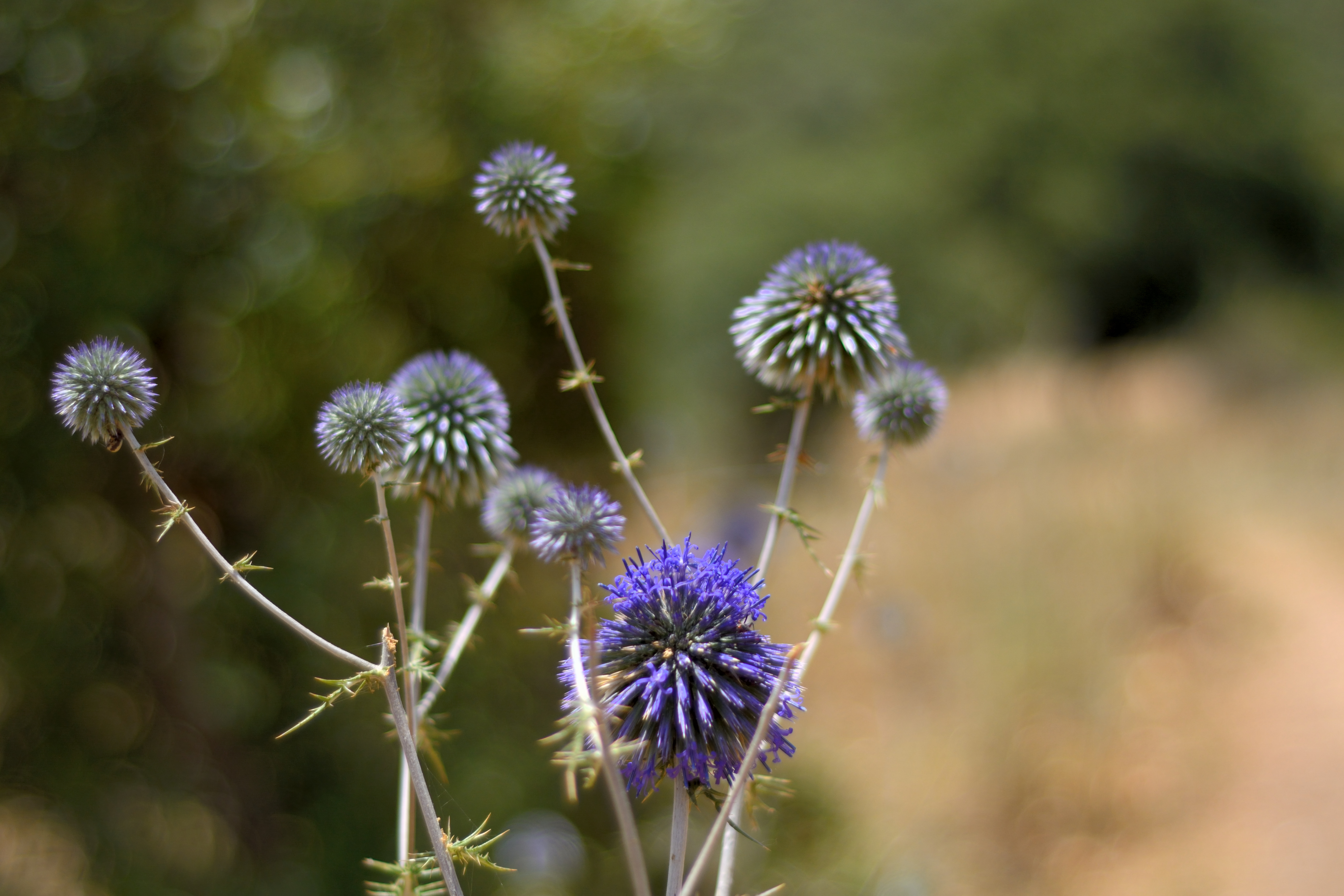
Цветение мордовника обыкновенного в заповеднике Алоним.

## Флора
Заповедник включает в себя бо̀льшую часть дубовых лесов востока Нижней Галилеи. Лес состоит в основном из таворского дуба и рожковых деревьев. Встречается также дуб обыкновенный, сосны, оливковые и некоторые другие деревья.
Большей частью заповедник образует собой редкий лес с прогалинами.
Вид заповедника сильно различается в летнее и в зимнее время, ввиду того, что основные виды деревьев в нём сбрасывают листву в зимний период.
Зимой земля здесь покрывается густым травяным покровом, а ранней весной происходит активное цветение разнотравий.

## Фауна
В экосистеме заповедника обитают дикие кабаны, дикобразы, барсуки а также лесные и полевые мыши.

## Интересные факты
На территории заповедника находится ряд древних захоронений и гробниц. В основном они сконцентрированы севернее Вифлеема Галилейского (ивр. בית לחם הגלילית‎).
Через заповедник протекает непересыхающий ручей Нахаль-Ципори, вдоль русла которого можно встретить несколько заброшенных мельниц и каменный мост арочного типа.
Через территорию заповедника проходит маршрут Национального Израильского тракта.

## Населённые пункты

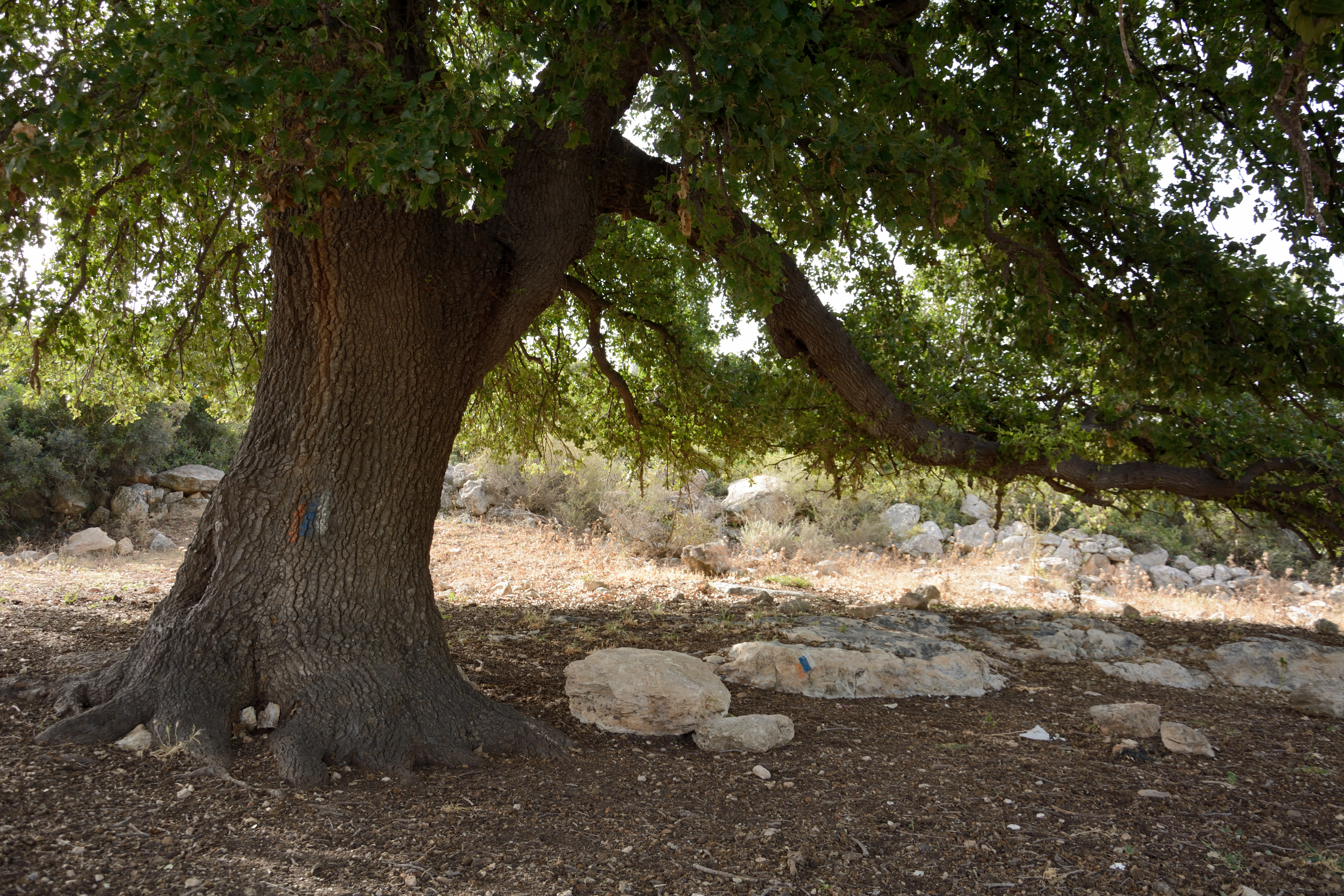
Дуб обыкновенный возле поселения Рехасим.

На территории заповедника находятся (либо вплотную примыкают к нему) следующие населённые пункты: Рехасим, кибуц Алоним, Нофит, Ибтин, Хавалид, Кирьят-Тивон, Басмат-Табун, Забайдат, Рас-Али, кибуц Хардуф и местный совет Каабия-Табаш-Хаджаджра.